# Skin Diamond
Raylin Christensen, známá též pod uměleckým jménem Skin Diamond nebo jako Raylin Joy (* 18. února 1987, Ventura, Kalifornie, USA), je americká zpěvačka, textařka a modelka. Od roku 2009 do roku 2016 byla též pornoherečkou. Ke konci své kariéry v pornoprůmyslu se jako herečka objevila v 379 pornofilmech a dva další režírovala, poté se ale rozhodla věnovat hlavně zpěvu.

## Život
Skin Diamond se narodila 18. února 1987 v kalifornském městě Ventura jako Raylin Christensen. Má česko-německo-dánsko-etiopské kořeny. Když jí byly tři nebo čtyři roky, její rodina se rozhodla přestěhovat do Skotska, kde Raylin žila přes dvacet let, než se přestěhovala do Los Angeles. Vyrůstala ve skotském Dunfermlinu, kde jako misionáři pracovali její rodiče. Sama ale říká, že pobyt ve Skotsku pro ni příliš příjemný nebyl. Jejím otcem je bývalý britský herec Rodd Christensen, který ztvárnil například postavu Spencera v dětském seriálu Balamory. Raylin i její sestra Heather se v seriálu několikrát objevily ve vedlejších rolích.
Sama sebe popisuje jako bisexuálku a velkou milovnici, tzv. Whovian, seriálu Pán času. Skin Diamond má několik tetování po celém těle, včetně fénixe na zádech, kterého označila za své nejoblíbenější tetování. Taktéž má mnoho piercingů, například v pupíku. Krom velkého počtu tetování ji ale proslavily především její účesy: do pornografického průmyslu sice přišla s jasně růžovými, dlouhými vlasy, ale později si nechala jednu stranu hlavy úplně vyholit.

## Kariéra

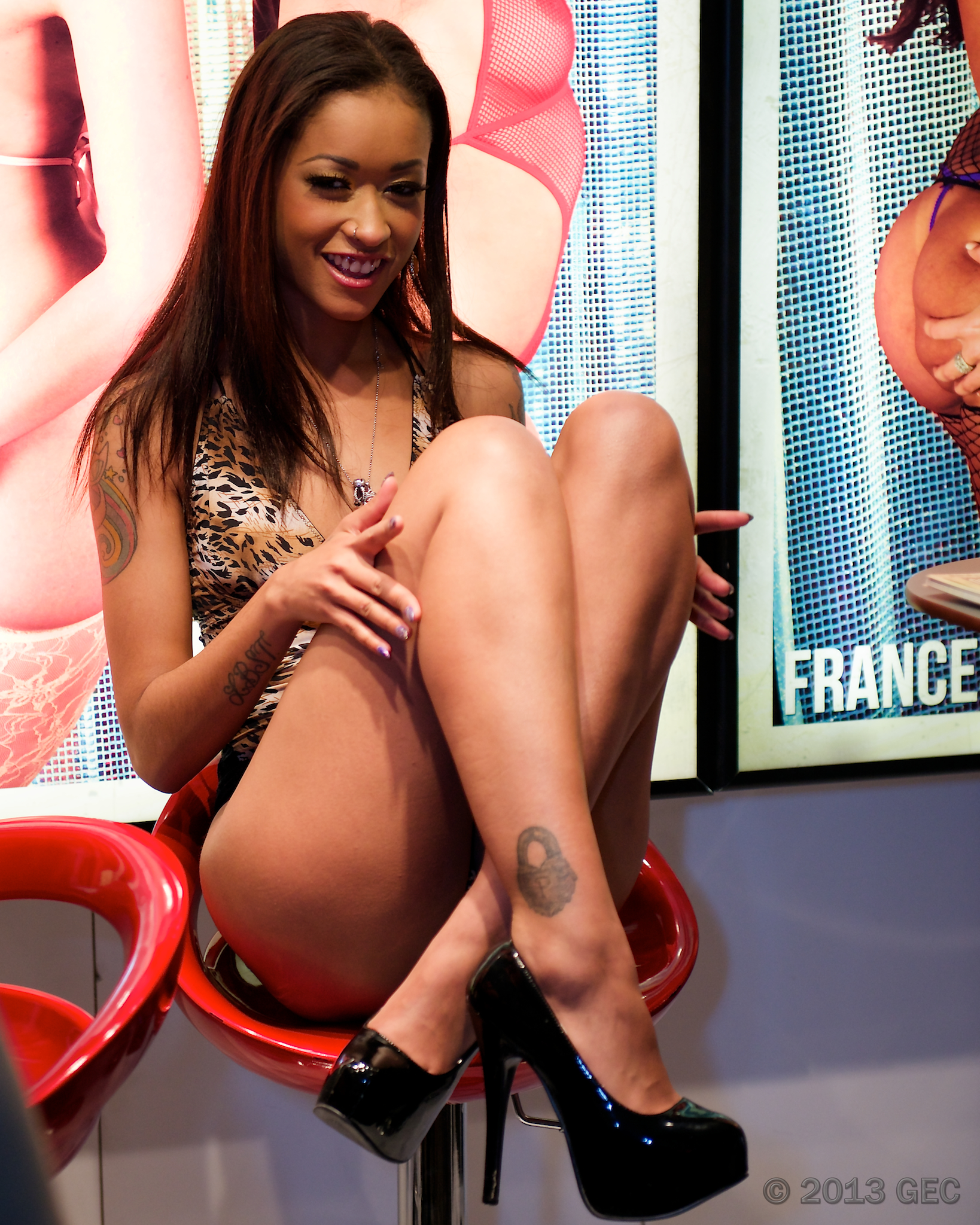
Skin Diamond v roce 2013

### Pornoherečka
Skin Diamond začala svoji kariéru jako modelka pro značky Atsuko Kudo, Louis Vuitton a American Apparel. V roce 2009 oficiálně vstoupila do pornografického průmyslu a toho roku též natočila první film s Joannou Angel a Jamesem Deenem. V té době ještě žila ve Skotsku a po natáčení se přestěhovala do Los Angeles. O tři roky později, roku 2012, pózovala pro tvůrce komiksů Davida Macka, který z ní později udělal charakter Echo v minisérii Daredevil: End of Days od Marvelu. O rok později pózovala pro fotografa Terryho Richardsona. Toho roku také vydala song i s videoklipem Sex in a Slaughter House.
V roce 2014 se Skin Diamond umístila v žebříčku nejpopulárnějších pornohereček dle CNBC. Ještě toho roku se společně s Allie Haze objevila ve videoklipu k písni John Doe od rappera B.o.Ba. Stala se dívkou měsíce magazínu Penthouse za květen 2014. Ještě toho roku debutovala jako režisérka pornofilmů se snímkem Skin Diamond's Dollhouse.
Za svojí kariéru v pornografickém průmyslu získala a byla nominována na několik ocenění. V roce 2012 byla například nominována na ocenění AVN Best New Starlet, tedy nejlepší nová herečka, cenu ale získala Brooklyn Lee. V roce 2013 byla také nominována na ocenění pro nejlepší ženský výkon, ani tuto nominaci však neproměnila a cenu získala Asa Akira. K 18. červenci 2016 získala čtyři ocenění a více než čtyřicetkrát byla nominována.
Svoji kariéru v pornografickém průmyslu ukončila v roce 2016.

### Pozdější projekty
Již během roku 2016 vydala pět singlů, následující rok dva.
V dubnu 2020 se objevila v hudebním videoklipu k písni „Still Be Friends“ od amerického rappera G-Eazy.